# Dolophones thomisoides
Dolophones thomisoides is een spinnensoort in de taxonomische indeling van de wielwebspinnen (Araneidae).
Het dier behoort tot het geslacht Dolophones. De wetenschappelijke naam van de soort werd voor het eerst geldig gepubliceerd in 1915 door William Joseph Rainbow.